# Майское (Карловский район)
Майское (укр. Майське) — посёлок,
Халтуринский сельский совет,
Карловский район,
Полтавская область,
Украина.
Село ликвидировано в 1988 году .

## Географическое положение
Посёлок Майское находится на расстоянии в 1 км от села Дондасовка.

## История
- 1988 — село ликвидировано [1].